# Ultramega OK
Ultramega OK er Soundgardens debutalbum fra 1988.

## Tracks
1. "Flower" (Chris Cornell/Kim Thayil) - 3:25
2. "All Your Lies" (Chris Cornell/Kim Thayil/Hiro Yamamoto) - 3:51
3. "665" (Chris Cornell/Hiro Yamamoto) - 1:37
4. "Beyond the Wheel" (Chris Cornell) - 4:20
5. "667" (Chris Cornell/Hiro Yamamoto) - 0:56
6. "Mood for Trouble" (Chris Cornell) - 4:21
7. "Circle of Power" (Kim Thayil/Hiro Yamamoto) - 2:05
8. "He Didn't" (Matt Cameron/Chris Cornell) - 2:47
9. "Smokestack Lightning" (Howlin' Wolf) - 5:07
10. "Nazi Driver" (Chris Cornell/Hiro Yamamoto) - 3:52
11. "Head Injury" (Chris Cornell) - 2:22
12. "Incessant Mace" (Chris Cornell/Kim Thayil) - 6:22
13. "One Minute of Silence" (John Lennon) - 1:00